# Popstars 2
Popstars 2 was het tweede seizoen van het van oorsprong Engelse televisietalentenjachtprogramma Popstars.
Op 29 januari 2010 kwam het tweede seizoen ten einde. Pas in de halve finale werd verteld dat de winnaar een solist zou worden. Dat kan van alles zijn een girlband, boyband, gemengd groepje, duo of zelfs een soloster. Dit seizoen kunnen ook bekende mensen mee doen, de jury kan deze mensen niet zien, alleen horen. Aan de hand daarvan besluit de jury of de zogenaamde Mystery Popstar door is. Het tweede seizoen werd gewonnen door Wesley Klein.

## Eliminatielijst
| Liveshows:               | 1&2        | 3          | 4           | 5          | 6           | 7           | Halve Finale | Finale     |
| Finalisten               | Resultaat  | Resultaat  | Resultaat   | Resultaat  | Resultaat   | Resultaat   | Resultaat    | Resultaat  |
| Wesley Klein (21)        |            |            |             |            |             |             |              | Winnaar    |
| Kim Stolker (22)         |            |            |             |            |             |             |              | Runner-up  |
| Kristel Roulaux (26)     |            |            |             |            |             |             |              | Eliminatie |
| Joshua Newton (23)       |            | Sing-off   |             |            |             |             |              | Eliminatie |
| Dewi Pechler (26)        |            | Sing-off   |             |            |             | Gevarenzone | Eliminatie   |            |
| Bart Boonstra (24)       |            |            | Sing-off    |            | Gevarenzone | Gevarenzone | Eliminatie   |            |
| Charlotte ten Brink (21) |            |            | Sing-off    | Sing-off   |             | Eliminatie  |              |            |
| Robin Zijlstra (29)      | Sing-off   |            | Sing-off    |            | Eliminatie  |             |              |            |
| Mandy Gruijters (29)     |            |            | Gevarenzone | Eliminatie |             |             |              |            |
| Emmily Lasut (15)        |            |            | Eliminatie  |            |             |             |              |            |
| Xander Venema (24)       |            | Eliminatie |             |            |             |             |              |            |
| Davy Oonincx (19)        | Eliminatie |            |             |            |             |             |              |            |
| Jeffrey Sabeel (22)      | Eliminatie |            |             |            |             |             |              |            |
| Michelle Komproe (20)    | Eliminatie |            |             |            |             |             |              |            |

- Charlotte (paars) , Dewi (rood) en Robin (blauw) waren de Mystery Popstars die de liveshows bereikten.

Legenda
| – | Vrouw       |
| – | Man         |
| – | Wildcard    |
| – | Winnaar     |
| – | Runner-up   |
| – | Sing-off    |
| – | Gevarenzone |
| – | Eliminatie  |

## Liveshows

#### Week 1 (20 november 2009)
Openingsact gezongen door de finalisten: "Michael Jackson Medley"
| Volgorde | Artiest  | Liedje (originele artiest)                    | Resultaat |
| -------- | -------- | --------------------------------------------- | --------- |
| 1        | Kristel  | "Evacuate the Dancefloor" (Cascada)           | Veilig    |
| 2        | Davy     | "Hold On" (Alain Clark)                       | Sing-off  |
| 3        | Kim      | "Your Song" (Elton John)                      | Veilig    |
| 4        | Xander   | "Built to Last" (Mêlée)                       | Veilig    |
| 5        | Michelle | "Eh, Eh (Nothing Else I Can Say)" (Lady Gaga) | Sing-off  |
| 6        | Wesley   | "Zij" (Marco Borsato)                         | Veilig    |
| 7        | Dewi     | "Battlefield" (Jordin Sparks)                 | Veilig    |

Gezongen door de jongens: "Umbrella" (van Rihanna)

Gezongen door de meisjes: "Push the button" (van Sugababes)

#### Week 2 (27 november 2009)
Openingsact gezongen door de finalisten: "Madonna Medley"
| Volgorde | Artiest   | Liedje (originele artiest)                        | Resultaat |
| -------- | --------- | ------------------------------------------------- | --------- |
| 1        | Jeffrey   | "Rock Your Body" (Justin Timberlake)              | Sing-off  |
| 2        | Emmily    | "I'm In Love" (Maria Mena)                        | Veilig    |
| 3        | Bart      | "You Don't Know" (Milow)                          | Veilig    |
| 4        | Mandy     | "My Life Would Suck Without You" (Kelly Clarkson) | Veilig    |
| 5        | Robin     | "Chariot" (Gavin DeGraw)                          | Sing-off  |
| 6        | Joshua    | "Man in the Mirror" (Michael Jackson)             | Veilig    |
| 7        | Charlotte | "Use Somebody" (Kings of Leon)                    | Veilig    |

Gezongen door de jongens: "Let Me Entertain You" (van Robbie Williams)

Gezongen door de meisjes: "Blame It On The Boogie" (van The Jackson 5)

##### Uitslag week 1&2 (28 november 2009)
| Volgorde | Artiest  | Liedje (originele artiest)                    | Resultaat    |
| -------- | -------- | --------------------------------------------- | ------------ |
| 1        | Jeffrey  | "Rock Your Body" (Justin Timberlake)          | Geëlimineerd |
| 2        | Davy     | "Hold On" (Alain Clark)                       | Geëlimineerd |
| 3        | Michelle | "Eh, Eh (Nothing Else I Can Say)" (Lady Gaga) | Geëlimineerd |
| 4        | Robin    | "Chariot" (Gavin DeGraw)                      | Veilig       |

#### Week 3 (4/5 december)
| Volgorde         | Artiest   | Liedje (originele artiest)            | Liedje (originele artiest)            | Liedje (originele artiest)             | Resultaat    |
| ---------------- | --------- | ------------------------------------- | ------------------------------------- | -------------------------------------- | ------------ |
| 1                | Dewi      | "Just Dance" (Lady Gaga)              | "Just Dance" (Lady Gaga)              | "Just Dance" (Lady Gaga)               | Sing-off     |
| 2                | Xander    | "Patience" (Take That)                | "Patience" (Take That)                | "Patience" (Take That)                 | Sing-off     |
| 3                | Mandy     | "Cry for You" (September)             | "Cry for You" (September)             | "Cry for You" (September)              | Gevarenzone  |
| 4                | Robin     | "Love You More" (Racoon)              | "Love You More" (Racoon)              | "Love You More" (Racoon)               | Veilig       |
| 5                | Emmily    | "Outta Here" (Esmée Denters)          | "Outta Here" (Esmée Denters)          | "Outta Here" (Esmée Denters)           | Veilig       |
| 6                | Bart      | "Big Girl (You Are Beautiful)" (Mika) | "Big Girl (You Are Beautiful)" (Mika) | "Big Girl (You Are Beautiful)" (Mika)  | Veilig       |
| 7                | Charlotte | "Chasing Pavements" (Adele)           | "Chasing Pavements" (Adele)           | "Chasing Pavements" (Adele)            | Veilig       |
| 8                | Kim       | "The Great Escape" (Ilse DeLange)     | "The Great Escape" (Ilse DeLange)     | "The Great Escape" (Ilse DeLange)      | Veilig       |
| 9                | Wesley    | "Sweet Goodbyes" (Krezip)             | "Sweet Goodbyes" (Krezip)             | "Sweet Goodbyes" (Krezip)              | Veilig       |
| 10               | Joshua    | "Wicked Way" (Waylon)                 | "Wicked Way" (Waylon)                 | "Wicked Way" (Waylon)                  | Sing-off     |
| 11               | Kristel   | "Three Days in a Row" (Anouk)         | "Three Days in a Row" (Anouk)         | "Three Days in a Row" (Anouk)          | Veilig       |
| Sing-off details |           |                                       |                                       |                                        |              |
| 1                | Xander    | "Patience" (Take That)                | 4                                     | "Can't Stop Loving You" (Phil Collins) | Geëlimineerd |
| 2                | Dewi      | "Just Dance" (Lady Gaga)              | 5                                     | "Let Stay Together" (Al Green)         | Veilig       |
| 3                | Joshua    | "Wicked Way" (Waylon)                 | 6                                     | "Love Generation" (Bob Sinclar)        | Veilig       |

#### Week 4 (11/12 december)
| 1                | Robin     | "Bodies" (Robbie Williams)                | Sing-off     |
| 2                | Emmily    | "Big Big World" (Emilia Rydberg)          | Sing-off     |
| 3                | Bart      | "Haven't Met You Yet" (Michael Bublé)     | Sing-off     |
| 4                | Dewi      | "Halo" (Beyoncé)                          | Veilig       |
| 5                | Mandy     | "Can't fight the moonlight" (LeAnn Rimes) | Veilig       |
| 6                | Kristel   | "Apologize" (OneRepublic)                 | Veilig       |
| 7                | Wesley    | "Kon ik maar even bij je zijn" (Gordon)   | Veilig       |
| 8                | Charlotte | "Love Story" (Taylor Swift)               | Sing-off     |
| 9                | Joshua    | "Miss Independent" (Ne-Yo)                | Veilig       |
| 10               | Kim       | "All By Myself" (Céline Dion)             | Veilig       |
| Sing-off details |           |                                           |              |
| 1                | Emmily    | "Big Big World" (Emilia Rydberg)          | Geëlimineerd |
| 2                | Robin     | "Bodies" (Robbie Williams)                | Veilig       |
| 3                | Charlotte | "Love Story" (Taylor Swift)               | Veilig       |
| 4                | Bart      | "Haven't Met You Yet" (Michael Bublé)     | Veilig       |

#### Week 5 (18/19 december)
Gezongen door de meisjes: "Poker Face" (van Lady Gaga)

Gezongen door de jongens: "Words" (van Bee Gees)
| Volgorde         | Artiest   | Liedje (originele artiest)                        | Liedje (originele artiest)                        | Liedje (originele artiest)                        | Resultaat    |
| ---------------- | --------- | ------------------------------------------------- | ------------------------------------------------- | ------------------------------------------------- | ------------ |
| 1                | Mandy     | "Tell It to My Heart" (Taylor Dayne)              | "Tell It to My Heart" (Taylor Dayne)              | "Tell It to My Heart" (Taylor Dayne)              | Sing-off     |
| 2                | Kim       | "Sorry Seems to Be the Hardest Word" (Elton John) | "Sorry Seems to Be the Hardest Word" (Elton John) | "Sorry Seems to Be the Hardest Word" (Elton John) | Veilig       |
| 3                | Robin     | "Viva la vida" (Coldplay)                         | "Viva la vida" (Coldplay)                         | "Viva la vida" (Coldplay)                         | Veilig       |
| 4                | Dewi      | "Mercy" (Duffy)                                   | "Mercy" (Duffy)                                   | "Mercy" (Duffy)                                   | Veilig       |
| 5                | Joshua    | "All My Life" (K-Ci & Jojo)                       | "All My Life" (K-Ci & Jojo)                       | "All My Life" (K-Ci & Jojo)                       | Veilig       |
| 6                | Charlotte | "You're Beautiful" (James Blunt)                  | "You're Beautiful" (James Blunt)                  | "You're Beautiful" (James Blunt)                  | Sing-off     |
| 7                | Bart      | "Valerie" (Amy Winehouse)                         | "Valerie" (Amy Winehouse)                         | "Valerie" (Amy Winehouse)                         | Veilig       |
| 8                | Kristel   | "Everytime I think of you" (The Babys)            | "Everytime I think of you" (The Babys)            | "Everytime I think of you" (The Babys)            | Veilig       |
| 9                | Wesley    | "Hallelujah" (Leonard Cohen)                      | "Hallelujah" (Leonard Cohen)                      | "Hallelujah" (Leonard Cohen)                      | Veilig       |
| Sing-off details |           |                                                   |                                                   |                                                   |              |
| 1                | Mandy     | "Tell It to My Heart" (Taylor Dayne)              | 3                                                 | "Right Here, Right Now" (Agnes)                   | Geëlimineerd |
| 2                | Charlotte | "You're Beautiful" (James Blunt)                  | 4                                                 | "Miracle" (Ilse DeLange)                          | Veilig       |

#### Week 6 (1 januari)
Openingsact gezongen door de finalisten: "Happy New Year" (van ABBA)
| Volgorde | Artiest   | Celebrity duet (artiest)                                           | Celebrity duet (artiest)                                           | Celebrity duet (artiest)                                           | Resultaat    |
| -------- | --------- | ------------------------------------------------------------------ | ------------------------------------------------------------------ | ------------------------------------------------------------------ | ------------ |
| 1        | Robin     | "10000 Nights (Alphabeat)" (Belle Pérez)                           | "10000 Nights (Alphabeat)" (Belle Pérez)                           | "10000 Nights (Alphabeat)" (Belle Pérez)                           | Geëlimineerd |
| 2        | Dewi      | "I Just Can't Stop Loving You (Michael Jackson)" (Jamai Loman)     | "I Just Can't Stop Loving You (Michael Jackson)" (Jamai Loman)     | "I Just Can't Stop Loving You (Michael Jackson)" (Jamai Loman)     | Veilig       |
| 3        | Bart      | "Don't Go Breaking My Heart (Elton John)" (Brigitte Heitzer)       | "Don't Go Breaking My Heart (Elton John)" (Brigitte Heitzer)       | "Don't Go Breaking My Heart (Elton John)" (Brigitte Heitzer)       | Gevarenzone  |
| 4        | Joshua    | "Could I Have This Kiss Forever (Whitney Houston)" (Glennis Grace) | "Could I Have This Kiss Forever (Whitney Houston)" (Glennis Grace) | "Could I Have This Kiss Forever (Whitney Houston)" (Glennis Grace) | Veilig       |
| 5        | Kim       | "Up Where We Belong (Joe Cocker)" (Freek Bartels)                  | "Up Where We Belong (Joe Cocker)" (Freek Bartels)                  | "Up Where We Belong (Joe Cocker)" (Freek Bartels)                  | Veilig       |
| 6        | Kristel   | "Hate That I Love You (Rihanna)" (Thomas Berge)                    | "Hate That I Love You (Rihanna)" (Thomas Berge)                    | "Hate That I Love You (Rihanna)" (Thomas Berge)                    | Veilig       |
| 7        | Wesley    | "Lopen Op Het Water (Marco Borsato)" (Hind Laroussi)               | "Lopen Op Het Water (Marco Borsato)" (Hind Laroussi)               | "Lopen Op Het Water (Marco Borsato)" (Hind Laroussi)               | Veilig       |
| 8        | Charlotte | "Whenever You Need Me (Nick Cannon)" (Jim Bakkum)                  | "Whenever You Need Me (Nick Cannon)" (Jim Bakkum)                  | "Whenever You Need Me (Nick Cannon)" (Jim Bakkum)                  | Veilig       |

#### Week 7 (15 januari)
Openingsact gezongen door de finalisten: "Binnen" (van Marco Borsato)
| Volgorde | Artiest   | Liedje (originele artiest)               | Liedje (originele artiest)               | Liedje (originele artiest)               | Resultaat    |
| -------- | --------- | ---------------------------------------- | ---------------------------------------- | ---------------------------------------- | ------------ |
| 1        | Charlotte | "Puzzle Me" (Ilse DeLange)               | "Puzzle Me" (Ilse DeLange)               | "Puzzle Me" (Ilse DeLange)               | Geëlimineerd |
| 2        | Dewi      | "Vlieg Met Me Mee" (Trijntje Oosterhuis) | "Vlieg Met Me Mee" (Trijntje Oosterhuis) | "Vlieg Met Me Mee" (Trijntje Oosterhuis) | Gevarenzone  |
| 3        | Bart      | "Hou Me Vast" (Volumia)                  | "Hou Me Vast" (Volumia)                  | "Hou Me Vast" (Volumia)                  | Gevarenzone  |
| 4        | Kristel   | "Wonderwoman" (Leaf)                     | "Wonderwoman" (Leaf)                     | "Wonderwoman" (Leaf)                     | Veilig       |
| 5        | Wesley    | "Jij Bent Zo" (Jeroen van der Boom)      | "Jij Bent Zo" (Jeroen van der Boom)      | "Jij Bent Zo" (Jeroen van der Boom)      | Veilig       |
| 6        | Kim       | "Just a Flirt" (Miss Montreal)           | "Just a Flirt" (Miss Montreal)           | "Just a Flirt" (Miss Montreal)           | Veilig       |
| 7        | Joshua    | "Coming Home" (Roméo)                    | "Coming Home" (Roméo)                    | "Coming Home" (Roméo)                    | Veilig       |

Gezongen door de meisjes: "Touch Me There" (van Total Touch)

Gezongen door de jongens: "Over De Top" (van Toppers)

#### Halve Finale (22 januari)
Openingsact gezongen door de finalisten: "I Gotta Feeling" (van The Black Eyed Peas)
| Volgorde | Artiest | Liedje (originele artiest)                   | Liedje (originele artiest)                   | Liedje (originele artiest)                   | Resultaat    |
| -------- | ------- | -------------------------------------------- | -------------------------------------------- | -------------------------------------------- | ------------ |
| 1        | Dewi    | "The Sweet Escape" (Gwen Stefani)            | "The Sweet Escape" (Gwen Stefani)            | "The Sweet Escape" (Gwen Stefani)            | Geëlimineerd |
| 2        | Kim     | "What You're Made Of" (Lucie Silvas)         | "What You're Made Of" (Lucie Silvas)         | "What You're Made Of" (Lucie Silvas)         | Veilig       |
| 3        | Bart    | "Disturbia" (Rihanna)                        | "Disturbia" (Rihanna)                        | "Disturbia" (Rihanna)                        | Geëlimineerd |
| 4        | Joshua  | "They Don't Care About Us" (Michael Jackson) | "They Don't Care About Us" (Michael Jackson) | "They Don't Care About Us" (Michael Jackson) | Veilig       |
| 5        | Kristel | "Bad Romance" (Lady Gaga)                    | "Bad Romance" (Lady Gaga)                    | "Bad Romance" (Lady Gaga)                    | Veilig       |
| 6        | Wesley  | "This Is The Moment" (René Froger)           | "This Is The Moment" (René Froger)           | "This Is The Moment" (René Froger)           | Veilig       |

#### Finale (29 januari)
Openingsact gezongen door alle finalisten van popstars: "Music" (van John Miles)
| Volgorde | Artiest | Liedje 1 (originele artiest)          | Resultaat    |
| -------- | ------- | ------------------------------------- | ------------ |
| 1        | Joshua  | "Yeah" (Usher)                        | Geëlimineerd |
| 2        | Kim     | "A Moment Like This" (Kelly Clarkson) | Veilig       |
| 3        | Wesley  | "Rood" (Marco Borsato)                | Veilig       |
| 4        | Kristel | "Piece of My Heart" (Erma Franklin)   | Veilig       |

| Volgorde | Artiest | Liedje 2 (originele artiest)      | Resultaat    |
| -------- | ------- | --------------------------------- | ------------ |
| 1        | Kim     | "Unwritten" (Natasha Bedingfield) | Veilig       |
| 2        | Wesley  | "Angels" (Robbie Williams)        | Veilig       |
| 3        | Kristel | "So What" (P!nk)                  | Geëlimineerd |

| Volgorde | Artiest | Liedje 3 (originele artiest)      | Resultaat |
| -------- | ------- | --------------------------------- | --------- |
| 1        | Kim     | "You Raise Me Up" (Secret Garden) | Runner-up |
| 2        | Wesley  | "You Raise Me Up" (Secret Garden) | Winnaar   |

## Kijkcijfers
| Aflevering:    | Datum:            | Kijkcijfers |
| -------------- | ----------------- | ----------- |
| Auditie 1      | 14 augustus 2009  | 1.525.000   |
| Auditie 2      | 21 augustus 2009  | 1.548.000   |
| Auditie 3      | 28 augustus 2009  | 1.742.000   |
| Auditie 4      | 4 september 2009  | 1.617.000   |
| Auditie 5      | 11 september 2009 | 1.631.000   |
| Auditie 6      | 18 september 2009 | 1.430.000   |
| Auditie 7      | 25 september 2009 | 1.367.000   |
| Auditie 8      | 2 oktober 2009    | 1.850.000   |
| Auditie 9      | 9 oktober 2009    | 1.568.000   |
| Auditie 10     | 16 oktober 2009   | 1.460.000   |
| Vervolgronde 1 |                   |             |